# Palestina Prima
Palestina Prima ou Palestina I foi uma província do Império Bizantino que durou de 390 até a década de 630 abrangendo as regiões da antiga Judeia, Samaria, o litoral e a Pereia, com capital em Cesareia. Ela foi perdida durante a Guerra bizantino-sassânida de 602-628 e foi transformada na Comunidade Judaico-Sassânida em 614, mas acabou sendo reanexada em 628 apenas para ser perdida novamente, desta vez de forma definitiva, durante a conquista muçulmana da Síria em 636.

## História
A região da Síria Palestina passou a se subordinar à Diocese do Oriente da Prefeitura pretoriana do Oriente no final do século III. Já sob a gestão do Império Romano do Oriente, ela foi subdividida em Palestina Prima e Palestina Secunda. No século VI, a Palestina Salutar foi segregada.
Apesar do predomínio cristão através dos séculos IV e V, os samaritanos conseguiram tornar-se semi-autônomos na região montanhosa da Samaria, uma situação que finalmente escalaria numa série de revoltas abertas. A quarta das Revoltas Samaritanas durante o período levou à virtual extinção da comunidade e acabou quase extinguindo também os cristãos da região. No final do século VI, os bizantinos e seus aliados árabes cristãos, os gassânidas, conseguiram finalmente controlar a situação.
Em 614, porém, a Palestina Prima e a Palestina Secunda foram conquistadas por um exército misto de sassânidas e judeus que conseguiram estabelecer uma comunidade conjunta na região. O evento foi um choque para a sociedade cristã da época, pois muitas das igrejas da região foram demolidas e a Vera Cruz foi levada pelos persas para Ctesifonte. Depois do recuo das tropas persas e da rendição final dos rebeldes judeus, a região foi novamente anexada ao império em 628.
O controle bizantino foi perdido, desta vez definitivamente, em 636, durante a conquista muçulmana da Síria.

## Religião
Durante o período bizantino, a Palestina Prima gradualmente tornou-se um centro importante para o cristianismo, atraindo numerosos monges e acadêmicos religiosos do Oriente Médio e da Europa Meridional que abandonaram suas crenças greco-romanas. O arianismo e outras formas heterodoxas do cristianismo também foram vivamente rejeitadas.
As diversas variações da religião mosaica ainda existiam entre os séculos IV e VI, praticadas pelas comunidades étnicas dos samaritanos e judeus. Porém, com o declínio de ambas, pela guerra e pela conversão, ela também declinou. No final do período bizantino, poucas sinagogas haviam sobrevivido às revoltas. A cidade de Hebrom é conhecida por ser uma das últimas cidades judaicas remanescentes na época (apesar de a Caverna dos Patriarcas, assim como muitos outros locais sagrados para o judaísmo, ter sido transformada em uma igreja).

## Sés episcopais
As sés episcopais da província e que aparecem no Annuario Pontificio como sés titulares são:
- Amato na Palestina (ruínas de Ammata-Tell-Amta)
- Antedón
- Antipátrida
- Archelais
- Ascalão (Ashkelon)
- Azoto
- Belém
- Bitílio (Beit Lahia)
- Cesareia Palestina
- Dioclecianópolis na Palestina (Accaron?, 'Akir?)
- Dora (Tantura)
- Eleuterópolis na Palestina
- Emaús
- Gabas (Djeb'a perto de Atlit?)
- Gaza
- Gazera (Gezer)
- Hebrom
- Jâmnia (Yavne)
- Jericó
- Jopa
- Livias
- Lida (Lod)
- Maiumas Gazae
- Menois
- Neápolis na Palestina (Nablus)